# Secondi Takoradi
Secondi Takoradi är ett distrikt i Ghana.   Det ligger i regionen Västra regionen, i den södra delen av landet, 180 km väster om huvudstaden Accra.